# 미와 시로
미와 시로(일본어: 三輪士郎, 1978년 11월 9일 ~ )는 일본의 만화가이며, 일러스트레이터이다. 현재 狗-DOGS- (이하DOGS)의 속편 DOGS/BULLETS&CARNAGE를 울트라 점프잡지에서 연재중이다.
캐릭터 이름에 밴드의 이름을 사용하기도 하며, 독일의 락 밴드, 람슈타인이나, 나인 인치 네일즈의 팬으로 DOGS및 DOGS/BULLETS&CARNAGE의 등장 인물의 이름 헤이네 람슈타이나는 그 밴드명에서 가져왔으며 바드 네이르즈도 마찬가지다.
덧붙여서 DOGS의 무대나 건물의 디자인에서, 독일의 냄새가 느낄 수 있다.

## 작품 리스트

### 만화
- BLACK MIND（원작：草薙 다라이, 울트라 점프 1999년 11~12월호)
- 狗-DOGS-（울트라 점프 2000년 ~ 2001년）- 울트라 점프 리믹스에 외전이 수록되어 있다
- DOGS/BULLETS&CARNAGE (울트라 점프 2005년 7월호)

### 일러스트
- 가도카와 쇼텐 스니커 문고 《데빌 메이 크라이》 삽화
- 월간 소년 강강 2005년 10월호 파이널 판타지 VII 어드벤트 칠드런 일러스트
- Nitro+ 《2006 Nitroplus Calendar》 천사의 2정의 권총 일러스트
- Fate/Zero Tribute Arts 죽어 돌아가는 자의 기원
- 사미 GUILTY GEAR XX / -SLASH- [The Midnight Carnival] 게임 내 일러스트
- 슈퍼셀 《사랑은 전쟁》 삽화
- 슈퍼셀 《첫 사랑이 끝날 때》 삽화
- 슈퍼셀 《네가 모르는 이야기》 삽화
- iroha(sasaki)　《노심융해》 동영상 로그
- 에그지트 튠즈 《보컬로스터》 삽화